# Josef Emanuel Fischer von Röslerstamm
Josef Emanuel Fischer von Röslerstamm (auch Josef Emanuel Fischer, Edler von Röslerstamm, Josef Emanuel von Fischer-Rösslerstamm) (* 19. Februar 1787 in Rumburk; † 17. März 1866 in Wien) war ein österreichischer Industrieller und Entomologe.

## Leben
Fischer wurde am 19. Februar 1787 in Rumburg in Böhmen geboren. Er war Direktor in der von seinem Onkel Ignaz Rösler (später geadelt als „Rösler von Ehrenstahl“) in Nixdorf (Mikulášovice) zunächst als Messerschmiede gegründeten Stahlwarenfabrik. Im Jahr 1819 wurde er vom Kaiser als „Edler von Röslerstamm“ geadelt. Im Jahr 1837 siedelte er nach Wien, in die Vorstadt Hundsturm, Johannsgasse 154, über, wo er eine Fabrik für Mehlspeisen und Bleistifte begründete.
Fischer hatte sich seit seiner Jugend für Schmetterlinge interessiert und war von hervorragenden Kennern wie Carl Friedrich August von Tischer und Jacob Hübner in die wissenschaftliche Beschäftigung mit ihnen eingeführt worden. Sein besonderes Interesse galt den damals noch wenig erforschten „Kleinschmetterlingen“. Da er aufgrund einer Erkrankung 1820 aus dem Geschäft ausscheiden musste, widmete er der Entomologie anschließend mehr Zeit.
Nach dem Wechsel nach Wien beschäftigte er sich weniger mit der Entomologie. Im Jahr 1847 verkaufte er sogar seine Sammlung an Gottlieb August Herrich-Schäffer in Regensburg. Im Jahr 1848, in Folge der Märzrevolution und der damit in Verbindung stehenden Kriegshandlungen, starben seine Frau, seine älteste Tochter und einer seiner Söhne, sein Haus wurde in Brand gesteckt und geplündert. 1860 selbst schwer erkrankt, starb er am 17. März 1866 in seiner Wohnung in Wien. Sein Geschäft hatte er bereits 1849 an seinen Sohn Eduard übergeben. Ein weiterer seiner Söhne, Franz von Fischer-Röslerstamm, wurde bekannt für die Entwicklung einer Gebirgslokomotive, die auf der Semmeringbahn zum Einsatz kam.
Josef Emanuel Fischer von Röslerstamm ist Erstbeschreiber zahlreicher Schmetterlingsarten und dadurch bis heute für die wissenschaftliche Taxonomie von Bedeutung.

## Ehrungen
Zu Ehren von Fischer wurde von Philipp Christoph Zeller 1839 die Schmetterlingsgattung Roeslerstammia beschrieben, von der zwei Arten (Roeslerstammia erxlebella (Fabricius, 1787) und Roeslerstammia pronubella (Denis & Schiffermüller, 1775)) auch in Europa vorkommen. Auf ihrer Grundlage beschrieb Theophile Bruand später (1851) die heute zu den Gracillarioidea gehörende Familie Roeslerstammiidae (ursprünglich von ihm falsch geschrieben Röslertammidae, dies wurde später berichtigt).

## Werke
- J. E. Fischer von Röslerstamm: Abbildungen zur Berichtigung und Ergänzung der Schmetterlingskunde, besonders der Microlepidopterologie als Supplement zu Treitschke's und Hübner's europaeischen Schmetterlingen, mit erläuterndem Text. Leipzig 1838, S. 1–304 (Vorschau bei Google Books).